# Олександр Анкваб
Олександр Золотинськович Анкваб (абх. Алеқсандр Золотинска-иԥа Анқәаб; нар. 26 грудня 1952, Сухумі, Абхазька АРСР, Грузинська РСР, СРСР) — абхазький державний і політичний діяч, прем'єр-міністр окупованої Росією частково визнаної Абхазії (2020—2024). Має абхазьке і російське громадянства.